# Trémont-sur-Saulx
Trémont-sur-Saulx ist eine französische Gemeinde mit 571 Einwohnern (Stand 1. Januar 2022) im Département Meuse in der Region Grand Est. Sie gehört zum Arrondissement Bar-le-Duc und zum Kanton Bar-le-Duc-1.
Die Gemeinde Rtémont-sur-Saulx liegt am Fluss Saulx, neun Kilometer westsüdwestlich von Bar-le-Duc. Nachbargemeinden sind, Fains-Véel im Nordosten, Combles-en-Barrois im Osten, Brillon-en-Barrois im Südosten, Ville-sur-Saulx im Süden, L’Isle-en-Rigault im Südwesten, Robert-Espagne im Westen sowie Beurey-sur-Saulx im Nordwesten.

## Bevölkerungsentwicklung
| Jahr      | 1962 | 1968 | 1975 | 1982 | 1990 | 1999 | 2008 | 2019 |
| --------- | ---- | ---- | ---- | ---- | ---- | ---- | ---- | ---- |
| Einwohner | 548  | 488  | 429  | 506  | 608  | 610  | 655  | 605  |

## Sehenswürdigkeiten
- Kirche Saint-Menge, Monument historique seit 1984
- Waschhaus Trémont-sur-Saulx aus dem 19. Jahrhundert

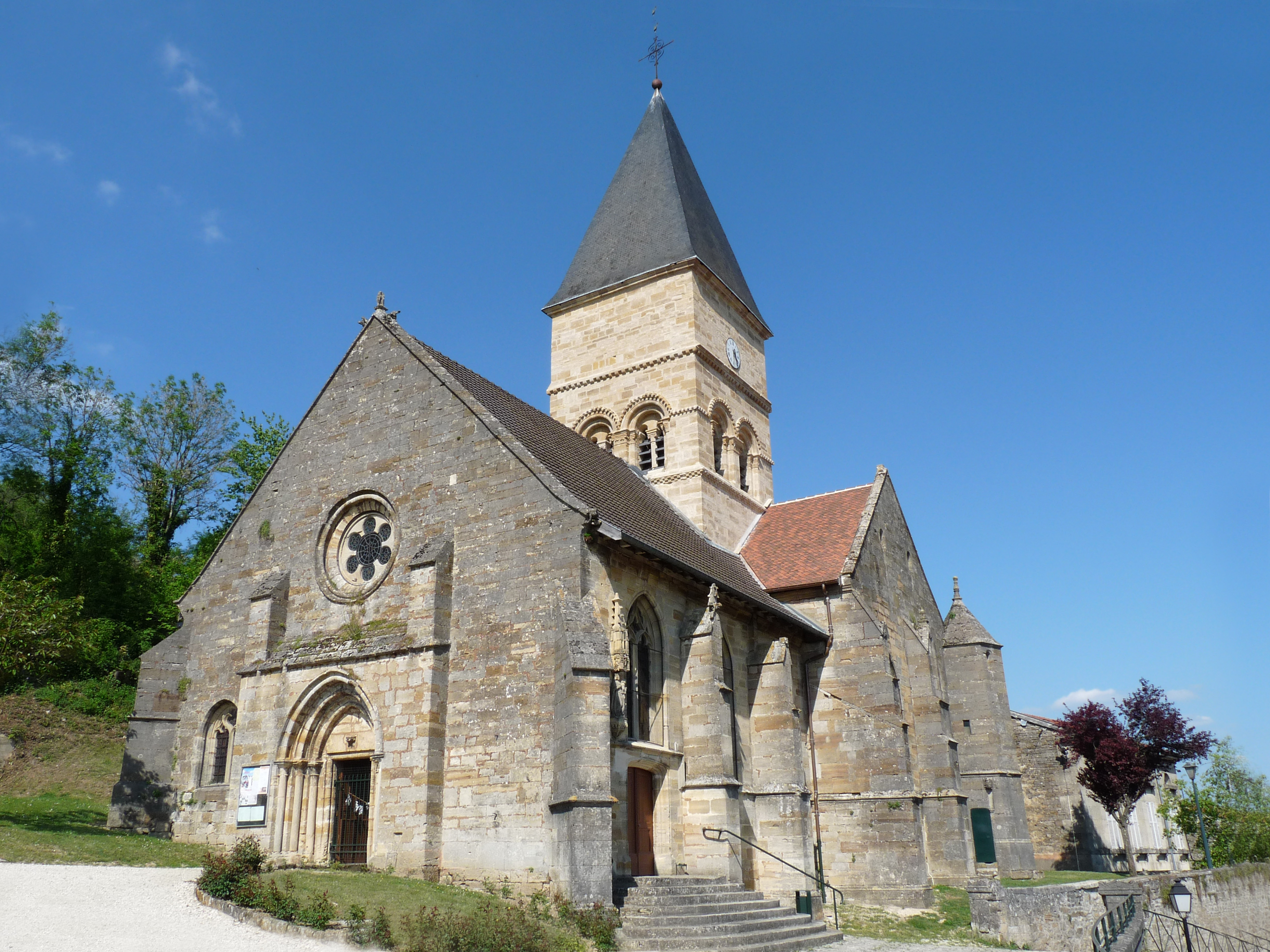
Kirche Saint-Menge
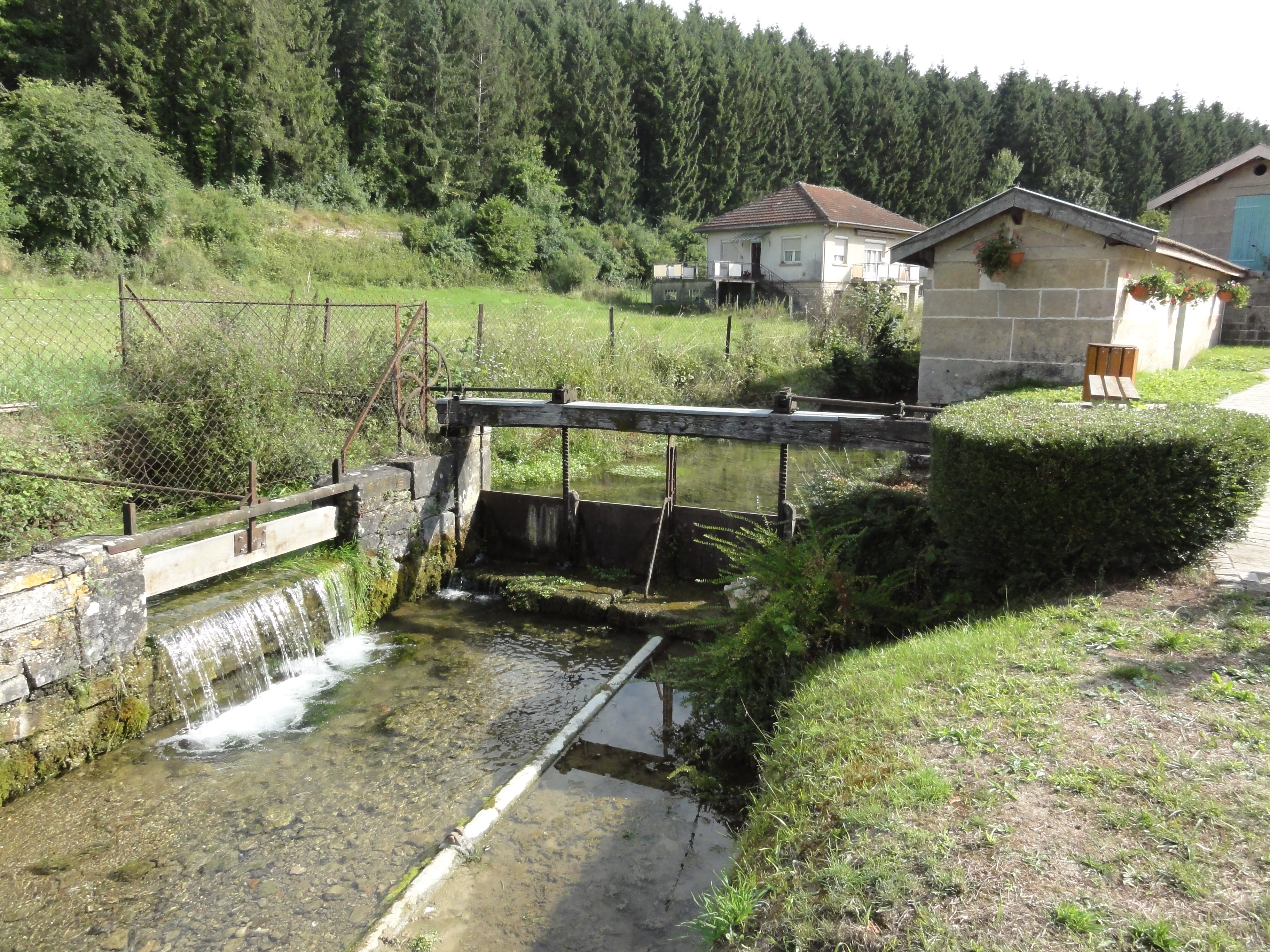
Waschhaus